# 圣保罗堂 (马六甲)

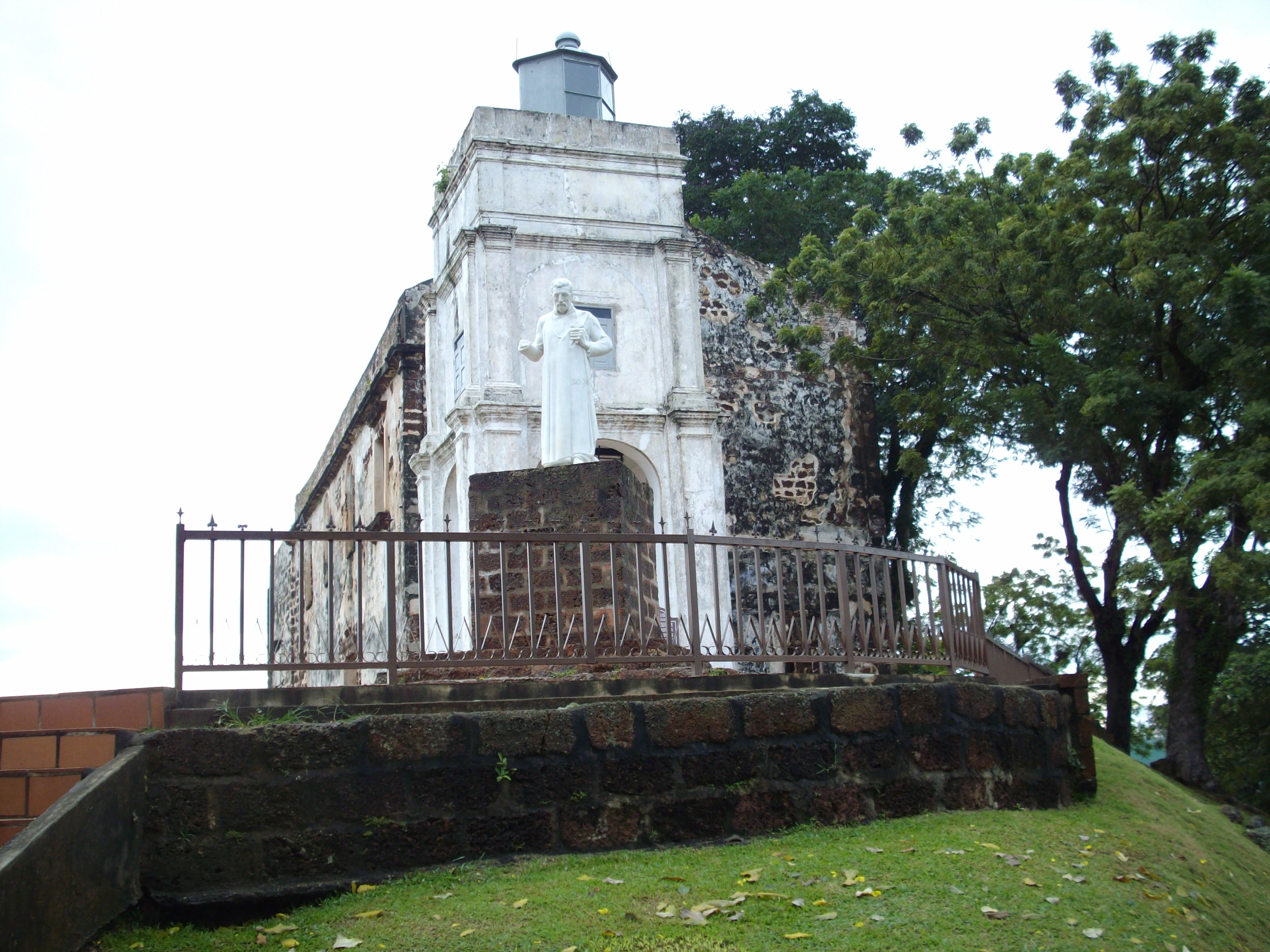
圣保罗堂废墟与聖方濟·沙勿略像

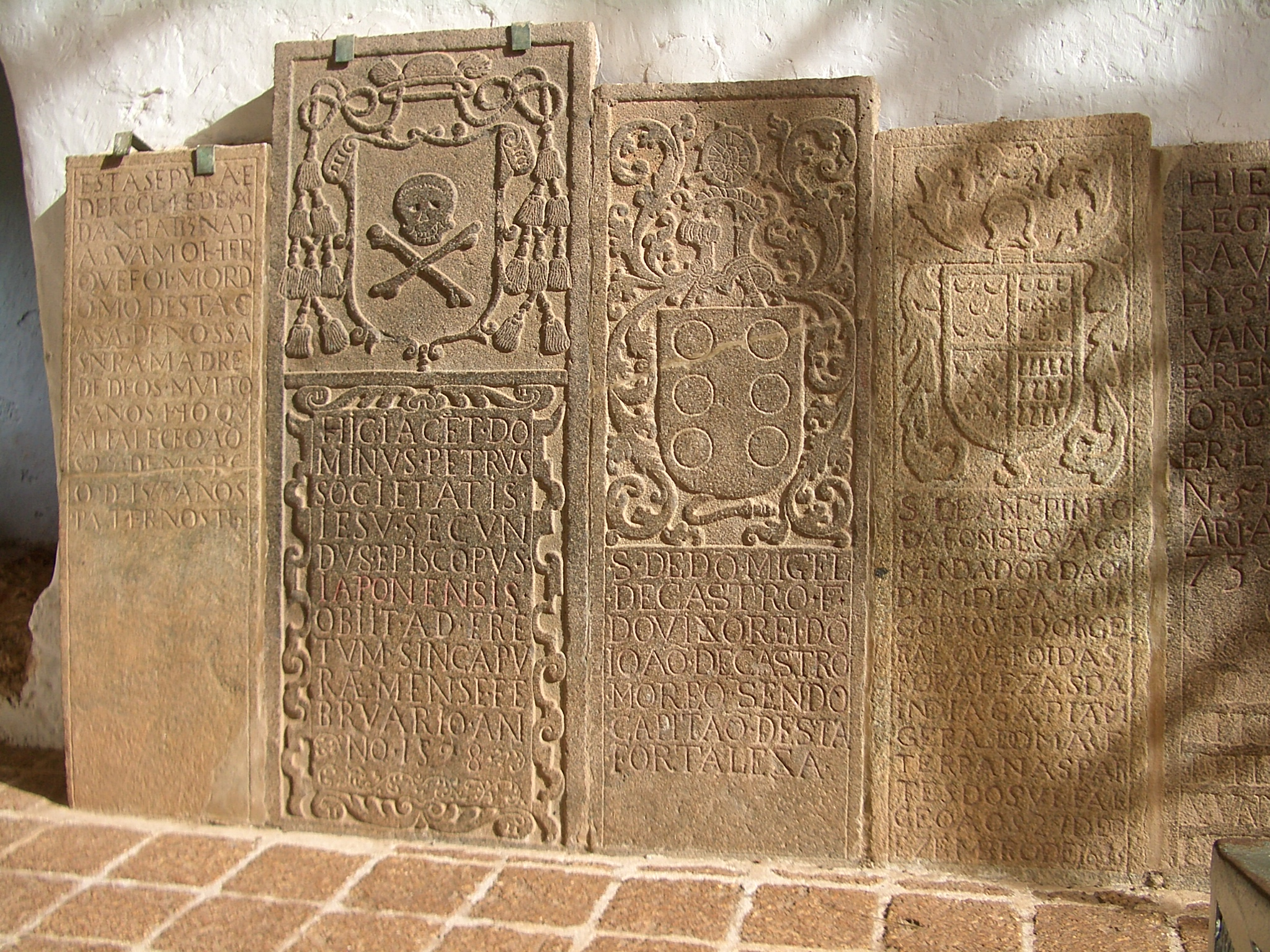
古老的葡萄牙墓碑

圣保罗堂是马来西亚马六甲的一座古老教堂，最初建于1521年。它位于圣保罗山之巅，是今天的马六甲博物馆的一部分（还包括圣地牙哥古城門废墟、荷兰总督府和其他历史建筑）。

## 历史
最初的建筑是一个简单的小教堂，供奉圣母，称为Nossa Senhora da Annunciada（恩宠圣母）或Nossa Senhora da Annunciada（山上圣母）。小教堂由葡萄牙贵族杜阿尔特科埃略建于1521年，以感激圣母保佑他逃脱了南中国海的风暴。
1548年，果阿主教将小教堂给了耶稣会。小教堂更名为天主之母堂（Igreja de Madre de Deus）。同年，聖方濟·沙勿略在此设立了一所学校。这也许是马来半岛现代意义上的第一所学校。聖方濟·沙勿略将此教堂作为他前往中国和日本传教之旅的基地。在一次旅行中，1552年，他在中国上川岛去世。1553年，圣方济沙勿略的遗体从上川岛运来该教堂暂时安葬，最终葬在果阿。曾埋葬聖方濟·沙勿略的空墓，今天仍然存在。
1641年荷兰征服马六甲，教堂归属荷兰归正会，名为圣保罗堂，或Bovernkerk，继续作为荷兰人的主要教堂，直到1753年基督堂建成后，圣保罗堂改为世俗用途，成为马六甲防御工事的一部分，堂内用作墓地。英国于1824年占领马六甲，教堂被用作火药库，情况进一步恶化。
1924年，古老的葡萄牙墓地被发现。1930年，新成立的马六甲历史学会会长进行了进一步的发掘。正是在这一时期，散落在教堂周围的墓碑被贴在墙上。
1952年，教堂的废墟前竖立了圣方濟·沙勿略的雕像，以纪念他到达马六甲400周年。雕像祝圣一天后，一棵大树倒下，折断了雕像的右臂。1614年，圣方濟·沙勿略的右臂也被作为圣物同遗体分离。